# ミトロヒン文書
ミトロヒン文書（ミトロヒンぶんしょ、英語：Mitrokhin Archive）は、1992年3月に旧ソビエト連邦からイギリスに亡命した元ソ連国家保安委員会 (KGB) の幹部要員であったワシリー・ミトロヒンが密かにソ連から持ち出したスパイ活動や防諜（カウンター・インテリジェンス）、宣伝・プロパガンダ工作、積極工作も含む機密文書。ミトロヒン文書が重要である理由は、ヴェノナ文書とヴァシリエフ・ノートは第二次世界大戦前後の時期のアメリカでの工作が中心であり、マスク文書とイスコット文書は、コミンテルン本部と欧州の支部や現地共産党との通信が主体でそれぞれ戦間期と第二次世界大戦中2年間が対象であるのに対して、KGB文書であるために時代は1918年から1980年代初期まで、地理的には英米ヨーロッパ・中東・アフリカ・アジア・ラテンアメリカを含む世界全域に及んでいることにある。ヨーロッパの国で文書に出てこない国は、アンドラとモナコとリヒテンシュタインだけであるくらい、時代的・地理的範囲がソ連から流出した他の文書と比べて圧倒的に広い。

## 経緯
ワシリー・ミトロヒンは1972年からKGB情報員となり、1984年に引退、1992年に数千件以上の内部文書のコピーをもってイギリスに亡命した。文書はケンブリッジにあるチャーチル文書記録センター (Churchill Archive Centre、CAC) が保有している。

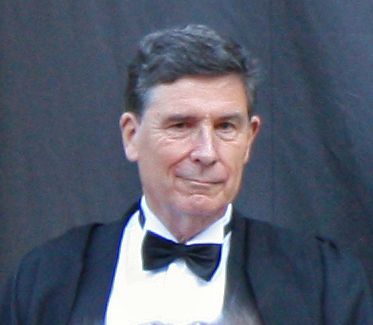
クリストファー・アンドリュー

25,000ページにわたる膨大な文書はMI6の協力を得てイギリスに持ち出され、ケンブリッジ大学のインテリジェンス歴史研究家であるクリストファー・アンドリューも分析に参加し、「Mitrokhin Archives I」「Mitrokhin Archives II」という書籍にまとめられ出版されている。その中では旧ソ連KGBが西側諸国に対して行っていた諜報活動・間接侵略（シャープパワー）が細かに記載されている。
ミトロヒン文書について、米国空軍士官学校の国際プログラム部門のDavid L.Ruffleyは、この資料は「ソビエトの諜報活動のこれまでで最も明確なイメージを提供し、以前は不明瞭だった多くの詳細を具体化し、多くの主張を確認または矛盾させ、いくつかを提起している」と述べた。
また、ジャック・ストロー（当時の内務大臣）は英国議会で次のように述べた。「1992年、ミトロヒン氏が英国に助けを求めた後、私たちの情報部はミトロヒン氏と彼の家族を彼のアーカイブと一緒にこの国に連れて行く手配をしました。オリジナルのKGB文書やコピーがなかったので、資料自体は直接的な証拠価値はありませんでしたが、インテリジェンスと調査の目的には非常に価値がありました。ミトロヒン氏の資料からの何千もの手がかりが世界中で追跡されました。その結果、私たちの情報機関と治安機関は、米国と協力して、多くの安全保障上の脅威を阻止することができました。多くの未解決の調査が終了し、多くの以前の疑惑が確認され、解決しました。私たちの情報機関と治安機関は、ミトロヒン氏の資料の価値を計り知れないものとして評価しました。」

## 英国に対する諜報活動

### ケンブリッジ5人組
1930年代にケンブリッジ大学の学生が旧ソ連のスパイとなり第二次世界大戦中から少なくとも1950年代まで情報を流していた「ケンブリッジ5人組」の事件があるが、ミトロヒン文書によるとそのうち2人は酒浸りで秘密を守ることができない人物とみなされていた。

### 人物
- メリタ・ノーウッド - ミトロヒン文書によりKGBのスパイであったことが曝露された人物

## 日本に対する諜報活動
ソ連の工作は戦前のゾルゲ諜報団・尾崎秀実らによる政策の誘導のほか、戦後もラストヴォロフ事件やレフチェンコ事件などの例が知られるが、北方領土問題を抱え米国と同盟関係を結ぶ日本に対する諜報活動は2005年に出版されたMitrokhin Archives IIに「JAPAN」としてまとめられている。
同文書には朝日新聞などの右翼、左翼大手新聞社を使っての日本国内の世論誘導は「極めて容易であった」とされている。

### 政界等に対する工作
その中でKGBは日本社会党、日本共産党また外務省へ直接的支援を行ってきたことが記されている。他にこの文書内で
「日本社会党以外でKGBに関与した政治家の中で、最も有力なのは石田博英（暗号名「HOOVER」）であった。」
とされている。

### 大手メディアに対する工作
すでに公開スケジュールが発表されていた映画の上映に対する圧力や干渉など、文化に対してもソ連による世論誘導や間接侵略が及んでいた。

#### 新聞社等スパイによる世論工作
ミトロヒン文書によると、『日本人は世界で最も熱心に新聞を読む国民性』とされており、『中央部はセンター日本社会党の機関誌で発表するよりも、主要新聞で発表する方がインパクトが大きいと考えていた』とされている。そのため、日本の大手主要新聞への諜報活動が世論工作に利用された。
「日本の諜報情報の主要拠点である東京の駐在員が不在の1962年～67年の期間中、最も成果を上げたエージェントは、東京新聞のジャーナリスト、コードネーム[KOCHI] であった。彼は内閣や外務省のおそらく機密文書ではなかったが、相当上位のゴシップにアクセスできていた」
「ジャーナリストの[ROY]が書いた記事は、諜報情報の連絡において非常に貴重であった」とされ、新聞の紙面自体が諜報活動の伝達手段として使われていた。
また、「ROYは中国で諜報活動を行ったKHUNの採用に尽力した」とあり、メディア関係者の協力者を増やしていく様子が記述されている。
冷戦のさなかの1970年代には、KGBは日本の大手新聞社内部にも工作員を潜入させていたことが記されている。文書内で少なくとも5人は名前が挙がっている。
1. 朝日新聞の社員、暗号名「BLYUM」
2. 読売新聞の社員、暗号名「SEMYON」
3. 産経新聞の社員、暗号名「KARL（またはKARLOV）」
4. 東京新聞の社員、暗号名「FUDZIE」
5. 日本の主要紙（社名不詳）の政治部の上席記者、暗号名「ODEKI」

中でも容共で知られる朝日新聞社の「BLYUM」については
「日本の最大手の新聞（実際は第2位）、朝日新聞にはKGBが大きな影響力を持っている」
としるされている。
「1972年の秋までには、東京の「LINE PR」（内部諜報組織）の駐在員は31人のエージェントを抱え、24件の秘密保持契約を締結していた。特に日本人には世界で最も熱心に新聞を読む国民性があり、KGBが偽の統計情報等を新聞に流すことにより、中央部はソビエトの政治的リーダーシップに対する印象を植え付けようとした。」
とあり、日本の主要メディアに数十人クラスの工作員を抱えていたことが記されている。

工作員となった新聞社員のミッションは『日本国民のソ連に対する国民意識を肯定化しよう』とするものであった。例えば、日本の漁船が拿捕され、人質が解放されるとき、それが明白に不当な拿捕であったのにもかかわらず朝日新聞は
「ソ連は本日、ソビエト領海違反の疑いで拘束された日本人漁師49人全員を解放する、と発表した」
と肯定的な報道をさせた、とされている。朝日新聞だけでなく保守系と目される産経新聞にもその工作は及んでいた。
「最も重要であったのは、保守系の日刊紙、産経新聞の編集局次長で顧問であった山根卓二（暗号名「KANT」）である。レフチェンコ氏によると、山根氏は巧みに反ソビエトや反中華人民共和国のナショナリズムに対して、親ソビエト思想を隠しながら、東京の駐在員に対して強い影響を与えるエージェントであった。」

#### 一般人の工作員化
上記のような大手メディアの工作員は一般人である。それを工作員化する方法については
「メディアに属するKGBのエージェントの殆どは、主に動機が金目当てだったであろう。」
と記されている。またその他に、ソ連訪問中にKGBに罠にかけられて工作員になる者もいた。読売新聞社の「SEMYON」はモスクワ訪問中に『不名誉な資料に基づいて採用された。それは闇市場での通貨両替と、不道徳な行動（ハニートラップ）であった』と書かれている。

## 関連文献
- 『ミトロヒン文書 KGB・工作の近現代史』山内智恵子、江崎道朗監修、ワニブックス、2020年
- 大上渉「日本においてロシア諜報機関に協力した情報提供者の類型化」『犯罪心理学研究』第55巻第1号、日本犯罪心理学会、2017年、29-45頁、CRID 1390001204643396736、doi:10.20754/jjcp.55.1_29、ISSN 00177547。

## 関連サイト
獲得工作の一例。
- 「国外退去となった8人のほとんどはSVRとGRUに所属するスパイです」～総理官邸に迫るロシアスパイ、だまされた内調職員が手口を暴露【第1回】 | TBS NEWS DIG 2022年5月5日(木) 08:00
- 会食の度に受け取る“手土産”はいつしか10万円に…「もういいです、やめますって言えば良かった」～総理官邸に迫るロシアスパイ、だまされた内調職員が手口を暴露【第2回】 | TBS NEWS DIG 2022年5月6日(金) 08:00
- 「先日は仕事が忙しくて行けませんでした」約束をすっぽかしたロシア人の男…これが危機の兆候だった～総理官邸に迫るロシアスパイ、だまされた内調職員が手口を暴露【第3回】 | TBS NEWS DIG 2022年5月7日(土) 08:00
- 「外事一課を舐めるな！」目の前に現れた3冊の警察手帳…「何も知らずに脳天気だったのは私だけでした」～総理官邸に迫るロシアスパイ、だまされた内調職員が手口を暴露【第4回】 | TBS NEWS DIG 2022年5月8日(日) 08:00